# HD27463
HD27463 — подвійна зоря, що знаходиться  у сузір'ї Сітка.
Ця подвійна система має видиму зоряну величину в смузі V приблизно 6,9.
Вона розташована на відстані близько 387,8 світлових років від Сонця.

## Подвійна зоря
Це видима подвійна система. Головна зоря цієї системи належить до хімічно пекулярних зір й має спектральний клас ApEuCr(Sr). В той же час спектральний клас іншої компоненти залишається ще не визначеним.

## Фізичні характеристики
Телескоп Гіппаркос зареєстрував фотометричну змінність  даної зорі з періодом біля 2,835 доби в межах від  Hmin= 6,39 до  Hmax= 6,36. HD27463 спостерігалася нещодавно за допомогою космічного телескопу TESS. 

## Пекулярний хімічний вміст
Зоряна атмосфера HD27463 має підвищений вміст Cr.